# 晶心科技
晶心科技股份有限公司（英語：Andes Technology Corporation，英文簡寫：Andes）是一家32/64位元CPU矽智財供應商，以及RISC-V國際協會(RISC-V International Association)的創始首席會員(Founding Premier member)，自主開發並提供處理器與周邊平台矽智財以及相關開發工具與軟體。晶心是第一家納入RISC-V相容性並拓展其產品線至64位元處理器的主流CPU IP公司。
根據Linley Group的調查顯示，晶心市佔率排名全球前五  。2021年，Andes-Embedded™ SoC的年出貨量突破30億顆；而截至2024年底，嵌入AndesCore™ 的SoC累積總出貨量已超越160億顆。

## 歷史
晶心在2005年成立於新竹科學園區，響應當時的矽導計畫，打造台灣自主發展CPU處理器的「台灣心」 。晶心於2015年8月登錄興櫃 ，2017年3月上市 。
晶心於2016年以創始成員的身份加入RISC-V基金會(現為RISC-V國際協會)，並於2020年成為首席會員。晶心除了自有且獲專利的AndeStar™ V3指令集架構，2017年晶心發表以RISC-V架構為基礎的新一代指令集AndeStar™ V5。2019年RISC-V架構相關業績已超越V3架構產品線，躍居最主要的營收來源類別[19]。

## 產品
晶心自主開發32/64位元處理器矽智財，其推出的一系列軟硬體技術及產品，可以區分為AndeStar™、AndesCore™、AndeShape™、AndeSight™、和AndeSoft™ 。針對客製化延伸指令的架構開發工具Andes Custom Extension™ (ACE) ，提供客戶端自行加入指令，增進系統效能。此外，端點邊緣運算而設計的解決方案AndesAIRE™，包括AI/ML硬件加速器AndesAIRE™ AnDLA ™ I350（Andes Deep Learning Accelerator）、神經網絡軟件工具 AndesAIRE™ NN SDK，以及優化的神經網路計算庫 AndesAIRE ™ NN Library。

### AndeStar™[20](Processor Architecture)

#### AndeStar™ V3 架構
晶心自有的RISC指令集架構。其指令集包括16位和32位混合長度指令，具有豐富的配置功能，例如通用寄存器、DSP 指令、浮點計算等，且擁有獨特的Andes Custom Extension™（ACE）框架，允許客戶定義自己的指令並創造更多差異化。其 CoDense™ 指令進一步壓縮代碼以節省空間。V3 向量中斷架構具有優先級的中斷控制器, 軟件可用C語言編寫啟動功能和中斷服務例程（Interrupt Service Routines）。V3 架構包含可選的內存保護單元 (MPU)用於運行安全 RTOS ，以及可選的內存管理單元 (MMU)，可配置使 V3 系列，支持微控制器到基於 Linux 的嵌入式系統的廣泛應用。

#### AndeStar™ V5 架構
RISC-V新一代的指令集架構。通過支持標準指令兼容RISC-V技術外，V5架構延伸V3架構有益於嵌入式應用的擴展，包括Andes Custom Extension™（ACE）、CoDense™等功能，並具有StackSafe™堆棧保護、PowerBrake電源管理，以及優先級功能的平台級中斷控制器（Platform Level Interrupt Controller）。

### AndesCore™[21](Processor Cores)

#### AndeStar™ V3系列[22]
- N7[23][24]
- N8[25]、E8[22]、S8[22]
- N9[26]
- N10[25]、D10[27]
- N13[24]
- N15F[28]、D15F[27]

#### AndeStar™'V5 系列
- N22：入門級商業等級RISC-V CPU IP，透過RISC-V FreeStart計畫可免費下載，無需CPU IP前期授權費用[29][30][31][32]。
- 23系列:  D23[33]
- 25系列：N25F/NX25F [34]、D25F[35]、A25/AX25 [18]、A25MP/AX25MP[36][37]、N25F-SE[38]
- 27系列：A27/AX27/NX27V[39][40]
- 45系列：N45/NX45、D45/DX45、A45/AX45[41]、AX45MPV[42]
- 60系列：AX65[43]
- 功能安全(Functional Safety)系列[44]:  N25F-SE、D25F-SE、D23-SE、D45-SE

### AndeShape™ (Development Platforms)
配合晶心處理器及SoC需求，設計一系列應用必備的IP模組及匯流排控制器，事先整合成高彈性可配置的平台，以作為SoC的基礎建構單元。客戶可將自己的IP加入平台中，以完成SoC的設計，因此SoC平台IP可讓客戶降低開發風險及縮短開發時程。

### AndeSight™ (Development Tools)
根據AndeStar™架構及晶心處理器設計，開發編譯器/程式庫、進階除錯、效能及覆蓋分析、及具圖形介面容易使用的整合型軟體開發環境。AndeSight™有STD、RDS和Lite版本，AndeSight™ STD 是一款具有優化的編譯器和 Linux 支持, AndeSight™ RDS 基於AndeSight™ STD，具有額外的定制功能, AndeSight™ Lite基於AndeSight™ RDS，用於物聯網推廣。

### AndeSoft™ (Software Stacks[32])
根據AndeStar™架構開發的軟體執行環境(如基礎執行環境、純C執行環境、即時作業系統及Linux作業系統)，進階執行功能(如保密工作模組、程式記憶體共享、及電源管理模組等)，以及重要中介軟體(如數位信號程式庫、輕型檔案管理系統、IP網路協定堆疊、USB協定堆疊和Zigbee協定堆疊) 。

## 應用領域
採用晶心指令集處理器架構的系統晶片被廣泛運用於5G、人工智慧/機器學習、ADAS、AR/VR、藍牙裝置、區塊鏈、雲端運算、資料中心、物聯網、電玩遊戲、GPS、MCU、感測器融合(sensor fusion)、儲存裝置、SSD控制器、安防、無線裝置、觸控螢幕控制器、USB 3.0儲存裝置、語音辨識、Wi-Fi、無線充電等等。

## 生態系合作夥伴
晶心合作夥伴超過150家 ，包括晶圓製造(Foundry)、電子設計自動化(EDA)、智慧財產權(IP)、設計服務(Design Service)、硬體元件(Key Component)、軟體開發工具(Development Tool)、中介軟體與應用元件(Middleware & Application)、作業系統與執行環境(Operating Environment)、學術教育(Academic & Education)、產業智庫團體(Industry & Affiliations)等等，如台積電和聯電(晶圓製造)、智原科技和創意電子(設計服務)、力旺電子(智財)、Express Logic和Micrium(即時作業系統RTOS)，以及Lauterbach(軟體開發工具)。

## 獲獎紀錄
- 2022年：ASPENCORE媒體集團全球電子成就獎(WEAA)「年度傑出創新企業」[57]、EE Awards金選產品獎「台灣區年度最佳IP/Processor」以及「亞洲區最佳開發工具」[58]、RISC-V國際協會「RISC-V日本2022產品獎」[59]、Embedded Computing 「DesignBest in Show大獎 (Prosessing & IP)[60]」。
- 2021年：經濟部「潛力中堅企業」[61]、EE Awards金選產品獎「年度最佳EDA & IP：NX27V 向量處理器IP」以及金選企業獎「Featured IoT Cybersecurity Chip Supplier」[62]
- 2020年：新竹科學園區創新產品獎(向量處理器核心AndesCore™ NX27V)[63]、 ASPENCORE媒體集團全球電子成就獎(WEAA)[64]
- 2018年：CIO Advisor APAC評選為2018 Top 25最佳新興科技解決方案供應商[65]、《中國電子報》2018 MCU設計創新獎[66]。
- 2017年：APAC CIOoutlook 評選為2017全球Top 25物聯網解決方案提供公司[67][68]、代表新竹科學園區獲得亞洲科學園區協會優等獎ASPA Excellence Prize[69]。
- 2016年：2015德勤Deloitte亞太高科技高成長500強[70]
- 2015年：台積電OIP年度最佳夥伴(2015 TSMC IP Partner Award)[71]。
- 2012年：EE Times評選為Silicon 60: Hot startups to watch[72]
- 2011年：晶片系統國家型計畫卓越計畫獎(基於軟體管理之嵌入式多核心平台計畫)[73]、100年資訊月傑出資訊應用暨產品獎[26][74]。